# Wahlen zum Senat der Vereinigten Staaten 1802 und 1803
Die Wahlen zum Senat der Vereinigten Staaten 1802 und 1803 zum 8. Kongress der Vereinigten Staaten fanden zu verschiedenen Zeitpunkten statt. Es war die Halbzeitwahl (engl. midterm election) in der Mitte von Thomas Jeffersons erster Amtszeit. Vor der Verabschiedung des 17. Zusatzartikels wurden die Senatoren nicht direkt gewählt, sondern von den Parlamenten der Bundesstaaten bestimmt.
Noch vor den Wahlen zum 8. Kongress fanden in New Hampshire, New York und South Carolina drei Nachwahlen statt. Beide Parteien konnten dabei ihre jeweiligen Sitze halten.
Zur Wahl zum 8. Kongress standen die 11 Sitze der Senatoren der Klasse I, die 1796 und 1797 für eine Amtszeit von sechs Jahren gewählt worden waren. Von diesen gehörten neun der Föderalistischen Partei an, zwei der Demokratisch-Republikanischen Partei (damals Republikaner). Zusätzlich wurden die beiden neuen Senatoren des kurz zuvor in die Union aufgenommenen Ohio gewählt, in Massachusetts fand eine Nachwahl vor der ersten Sitzungsperiode des Kongresses statt.
Drei Senatoren wurden wiedergewählt, zwei ernannte Senatoren durch Wahl bestätigt. Die beiden Sitze in Massachusetts konnten die Föderalisten verteidigen. Fünf Sitze konnten die Republikaner von den Föderalisten erobern, außerdem waren beide Senatoren aus Ohio Republikaner. In New Jersey war das Parlament parteipolitisch gespalten, dadurch konnte zunächst kein Senator gewählt werden. Da der Vizegouverneur den Republikaner John Condit als Ersatz für Aaron Ogden ernannte, der später durch Wahl bestätigt wurde, verloren die Föderalisten auch diesen Sitz. Die Mehrheit der Republikaner stieg damit auf 25 zu 9.

## Ergebnisse

### Wahlen während des 7. Kongresses
Die meisten Gewinner dieser Wahlen wurden vor dem 4. März 1803 in den Senat aufgenommen, also während des 7. Kongresses. In Massachusetts war Foster allerdings erst zwei Tage vor Ende des Kongresses zurückgetreten, dadurch wurde Pickering erst mit Zusammentritt des neuen Kongresses aufgenommen.
| Staat          | Amtierender Senator   | Partei       | Nachwahl   | Datum            | Ergebnis                   | Neuer Senator     |
| -------------- | --------------------- | ------------ | ---------- | ---------------- | -------------------------- | ----------------- |
| Delaware       | Samuel White, ernannt | Föderalist   | Klasse I   | 11. Jan. 1802    | bestätigt                  | Samuel White      |
| Massachusetts  | Dwight Foster         | Föderalist   | Klasse II  | 2. März 1803     | von Föderalisten gehalten  | Timothy Pickering |
| New Hampshire  | James Sheafe          | Föderalist   | Klasse III | 17. Juni 1802    | von Föderalisten gehalten  | William Plumer    |
| New York       | John Armstrong        | Republikaner | Klasse III | 11. Februar 1802 | von Republikanern gehalten | DeWitt Clinton    |
| South Carolina | John E. Colhoun       | Republikaner | Klasse III | 4. November 1802 | von Republikanern gehalten | Pierce Butler     |

- Republikaner bezeichnet Angehörige der heute meist als Demokratisch-Republikanische Partei oder Jeffersonian Republicans bezeichneten Partei.
- ernannt: Senator wurde vom Gouverneur als Ersatz für einen ausgeschiedenen Senator ernannt, Nachwahl nötig.
- bestätigt: ein als Ersatz für einen ausgeschiedenen Senator ernannter Amtsinhaber wurde bestätigt.

### Wahlen zum 8. Kongress
Die Gewinner dieser Wahlen wurden am 4. März 1803 in den Senat aufgenommen, also bei Zusammentritt des 8. Kongresses. Alle Sitze dieser Senatoren gehören zur Klasse I.
| Staat         | Amtierender Senator   | Partei       | Datum             | Ergebnis                  | Neuer Senator         |
| ------------- | --------------------- | ------------ | ----------------- | ------------------------- | --------------------- |
| Connecticut   | James Hillhouse       | Föderalist   | 27. Oktober 1802  | wiedergewählt             | James Hillhouse       |
| Delaware      | Samuel White          | Föderalist   | 11. Januar 1803   | wiedergewählt             | Samuel White          |
| Maryland      | John Eager Howard     | Föderalist   | 17. November 1802 | Zugewinn Republikaner     | Samuel Smith          |
| Massachusetts | Jonathan Mason        | Föderalist   | 7. Februar 1803   | von Föderalisten gehalten | John Quincy Adams     |
| New Jersey    | Aaron Ogden           | Föderalist   | 25. November 1802 | Verlust Föderalisten      | vakant                |
| New York      | Gouverneur Morris     | Föderalist   | 1. Februar 1803   | Zugewinn Republikaner     | Theodorus Bailey      |
| Pennsylvania  | James Ross            | Föderalist   | 14. Dezember 1802 | Zugewinn Republikaner     | Samuel Maclay         |
| Rhode Island  | Theodore Foster       | Föderalist   | 1802              | Zugewinn Republikaner     | Samuel J. Potter      |
| Tennessee     | Joseph Anderson       | Republikaner | Wahl versäumt     | Verlust Republikaner      | vakant                |
| Vermont       | Nathaniel Chipman     | Föderalist   | 1802              | Zugewinn Republikaner     | Israel Smith          |
| Virginia      | Stevens Thomson Mason | Republikaner | 1803              | wiedergewählt             | Stevens Thomson Mason |

- Republikaner bezeichnet Angehörige der heute meist als Demokratisch-Republikanische Partei oder Jeffersonian Republicans bezeichneten Partei.
- wiedergewählt: ein gewählter Amtsinhaber wurde wiedergewählt.

### Wahlen während des 8. Kongresses
Die Gewinner dieser Wahlen wurden nach dem 4. März 1803 in den Senat aufgenommen. Die Wahl von Smith erfolgte ein Jahr zu früh, er wurde erst am 4. März 1805 im 9. Kongress Senator.
| Staat      | Amtierender Senator  | Partei       | Nachwahl   | Datum              | Ergebnis                   | Neuer Senator      |
| ---------- | -------------------- | ------------ | ---------- | ------------------ | -------------------------- | ------------------ |
| New Jersey | John Condit, ernannt | Republikaner | Klasse I   | 3. November 1803   | bestätigt                  | John Condit        |
| Ohio       | neuer Staat          | neuer Staat  | Klasse I   | 1. April 1803      | Zugewinn Republikaner      | John Smith         |
| Ohio       | neuer Staat          | neuer Staat  | Klasse III | 1. April 1803      | Zugewinn Republikaner      | Thomas Worthington |
| Tennessee  | vakant               | vakant       | Klasse I   | 22. September 1803 | Zugewinn Republikaner      | Joseph Anderson    |
| Tennessee  | William Cocke        | Republikaner | Klasse II  | 23. September 1803 | von Republikanern gehalten | Daniel Smith       |
| Virginia   | John Taylor, ernannt | Republikaner | Klasse I   | 7. Dezember 1803   | von Republikanern gehalten | Abraham B. Venable |

- Republikaner bezeichnet Angehörige der heute meist als Demokratisch-Republikanische Partei oder Jeffersonian Republicans bezeichneten Partei.
- ernannt: Senator wurde vom Gouverneur als Ersatz für einen ausgeschiedenen Senator ernannt, Nachwahl nötig.
- bestätigt: ein als Ersatz für einen ausgeschiedenen Senator ernannter Amtsinhaber wurde bestätigt.

## Einzelstaaten
In allen Staaten wurden die Senatoren durch die Parlamente gewählt, wie durch die Verfassung der Vereinigten Staaten vor der Verabschiedung des 17. Zusatzartikels vorgesehen. Das Wahlverfahren bestimmten die Staaten selbst, war daher von Staat zu Staat unterschiedlich. Teilweise ergibt sich aus den Quellen nur, wer gewählt wurde, aber nicht wie.
Parteien im modernen Sinne gab es zwar nicht, aber die meisten Politiker der jungen Vereinigten Staaten lassen sich im First Party System der Föderalistischen Partei zuordnen oder der Republikanischen Partei, die zur Unterscheidung von der 1854 gegründeten Grand Old Party meist als Demokratisch-Republikanische Partei oder Jeffersonian Republicans bezeichnet wird.

### Connecticut
Der Föderalist James Hillhouse, Senator für Connecticut seit 1796, wurde am 27. Oktober 1802 mit 117 Stimmen wiedergewählt. Sein Gegenkandidat Ephraim Kirby erhielt 53 Stimmen, zwei Stimmen entfielen auf Oliver Ellsworth, eine auf Nathaniel Smith.

### Delaware
Henry Latimer, seit 1795 föderalistischer Senator für Delaware, war am 28. Februar 1801 zurückgetreten. Zu seinem Nachfolger war der Föderalist Samuel White ernannt worden. Dieser wurde im Januar 1802 durch Wahl bestätigt. Er erhielt in einer gemeinsamen Sitzung der Parlamentskammern 17 Stimmen, der Republikaner Archibald Alexander erhielt 10 Stimmen. Am 11. Januar 1803 wurde White für eine volle Amtszeit wiedergewählt. Er erhielt 20 Stimmen, der Republikaner George Read erhielt neun.

### Maryland
Der Föderalist John Eager Howard, Senator für Maryland seit 1796, verlor seinen Sitz in der Wahl am 17. November 1802 gegen den Republikaner  Samuel Smith. In der gemeinsamen Sitzung von Senat und Repräsentantenhaus von Maryland erhielt Smith 46 Stimmen, Howard 30.

### Massachusetts
Der Föderalist Jonathan Mason, seit 1800 Senator für Massachusetts, war zur Wiederwahl nicht angetreten. In der Wahl vom 7. Februar 1803 erhielt der Föderalist John Quincy Adams im vierten Wahlgang 86 Stimmen im Repräsentantenhaus, der Republikaner Thomson J. Skinner 70 Stimmen. Insgesamt wurden etwa 20 Kandidaten vorgeschlagen. Während sich die Republikaner auf Skinner geeinigt hatten, der in den ersten drei Wahlgängen jeweils 71 Stimmen erhielt und damit im ersten und dritten jeweils eine relative Mehrheit, verteilten sich die Stimmen der Föderalisten auf mehrere Männer. Führend war zunächst Timothy Pickering, der im ersten Wahlgang 67 Stimmen erhielt, im zweiten mit 79 Stimmen sogar die meisten. Im dritten Wahlgang erhielt er dann nur noch 33 Stimmen, im vierten und entscheidenden sogar nur noch 6. Umgekehrt hatte Adams im ersten und zweiten Wahlgang nur 10 bzw. sechs Stimmen erhalten, im dritten Wahlgang schnitt er mit 56 Stimmen dann besser ab als seine Parteifreunde. Weitere Stimmen verteilten sich auf mehrere Kandidaten, von denen aber keiner mehr als 12 Stimmen in einem der Wahlgänge erreichen konnte. Adams erhielt anschließend 19 Stimmen im Senat.
Durch den Rücktritt von Dwight Foster, seit 1800 Senator der Klasse II, wurde im März 1803 eine weitere Wahl notwendig. Skinner trat erneut gegen mehrere Kandidaten der Föderalisten an, musste sich im zweiten Wahlgang aber mit 52 gegen 59 Stimmen geschlagen geben. Für die verbleibenden zwei Jahre der Amtszeit von Foster wurde Timothy Pickering gewählt.

### New Hampshire
Der Föderalist James Sheafe, Senator der Klasse III für New Hampshire seit 1801, war am 14. Juni 1802 zurückgetreten. Am 17. Juni wurde der Föderalist William Plumer für die verbleibende Amtszeit gewählt. Er erhielt 79 Stimmen im Repräsentantenhaus, sieben im Senat. Der Republikaner und spätere Senator Nicholas Gilman, der 1805 den anderen Senatssitz von New Hampshire eroberte, unterlag mit 65 bzw. 5 Stimmen, 2 Repräsentanten stimmten für den Föderalisten Nahum Parker, der 1807 Plumers Nachfolger wurde.

### New Jersey
Im November 1802 versammelten sich die beiden Häuser des Parlaments von New Jersey zur Wahl eines Gouverneurs und eines Senators. Beide Wahlen endeten unentschieden, der Föderalist Aaron Ogden, seit 1801 Senator, erhielt 26 Stimmen genau wie sein republikanischer Gegenkandidat Joseph Bloomfield. Wegen der anhaltenden Pattsituation im Parlament ernannte Vizegouverneur John Lambert am 1. September 1803 John Condit zum Senator. Dieser wurde am 3. November 1803 ohne Gegenstimmen für die Amtsperiode bis 1809 gewählt.

### New York
Der Republikaner John Armstrong, Senator der Klasse III für New York seit 1801, trat am 5. Februar 1802 zurück. Für die verbleibende Amtszeit bis 1807 wurde der Republikaner DeWitt Clinton gewählt. Zunächst hatte er im Repräsentantenhaus eine Mehrheit von 68 zu 25 Stimmen erhalten, während sein Gegenkandidat Matthew Clarkson im Senat mit 19 zu 16 Stimmen die Mehrheit hatte. In einer gemeinsamen Wahl beider Kammern konnte Clinton sich dann mit 82 zu 45 Stimmen durchsetzen (manche Quellen nennen leicht abweichende Zahlen für Clarksons Stimmenzahl).
Der Föderalist Gouverneur Morris, Senator seit 1800, musste sich am 1. Februar 1803 zur Wiederwahl stellen. Im ersten Wahlgang erhielt er im Repräsentantenhaus nur 16 Stimmen, im Senat 8, seine republikanischen Gegenkandidaten John Woodworth und Theodorus Bailey erhielten 53 und neun bzw. 19 und sieben Stimmen. Da keiner der drei eine absolute Mehrheit erhalten hatte, kam es zu einem zweiten Wahlgang der beiden führenden Kandidaten in einer gemeinsamen Sitzung beider Kammern. Hier setzte sich Bailey knapp mit 59 zu 57 Stimmen gegen Woodworth durch.

### Ohio
Ohio war 1803 der Union beigetreten, das Aufnahmedatum wurde 1953 rückwirkend auf den 1. März 1803 festgelegt. Die erste Wahl für den US-Senat fand erst am 1. April statt, also nach dem offiziellen Beginn der Amtszeit am 4. März. Die erste Sitzungsperiode des 8. Kongresses begann jedoch erst am 17. Oktober.
Als erste Senatoren wurden die beiden Republikaner John Smith und Thomas Worthington gewählt, Smith für den Sitz der Klasse I und damit für sechs Jahre, Worthington für den Sitz der Klasse III und damit bis 1807.

### Pennsylvania
Der Föderalist James Ross trat zur Wahl nicht an, da er sich (erfolglos) als Gouverneur von Pennsylvania bewarb. Um seine Nachfolge konkurrierten mehrere Politiker der Republikaner. In der Wahl am 14. Dezember 1802 erhielt Samuel Maclay 47 Stimmen im Repräsentantenhaus und 19 im Senat, womit er sich gegen seinen Bruder, den früheren US-Senator William Maclay, der 6 Stimmen im Repräsentantenhaus und 5 im Senat erhielt, sowie gegen Isaac Weaver, der 28 Stimmen im Repräsentantenhaus erhielt, durchsetzen konnte.

### Rhode Island
Der Föderalist Theodore Foster, Senator für Rhode Island seit 1797, trat zur Wahl nicht an. Zu seinem Nachfolger wurde der Republikaner Samuel J. Potter ohne Gegenstimmen gewählt.

### South Carolina
Der Republikaner John E. Colhoun, Senator der Klasse III für South Carolina seit 1801, starb am 26. Oktober 1802. Am 4. November 1802 wählten 96 Repräsentanten und 30 Senatoren von South Carolina den Republikaner Pierce Butler mit 103 Stimmen zu seinem Nachfolger, wobei keiner der Gegenkandidaten mehr als drei Stimmen erhielt. 37 föderalistische Abgeordnete waren der Abstimmung ferngeblieben.

### Tennessee
Die Amtszeit des Republikaners Joseph Anderson, seit 1797 Senator für Tennessee, seit 1799 Senator der Klasse I, lief eigentlich am 3. März 1803 aus. Das Parlament von Tennessee wählte allerdings erst am 22. September, so dass sein Senatssitz theoretisch in der Zwischenzeit vakant war. Allerdings begann die erste Sitzungsperiode des 8. Kongresses erst am 17. Oktober, so dass dies keine praktischen Auswirkungen hatte. In mehreren Wahlgängen hatten Anderson und sein Amtsvorgänger Daniel Smith jeweils gleich viele Stimmen erhalten, bis sich Anderson schließlich mit 19 zu 17 durchsetzen konnte.
Einen Tag später wählte das Parlament Smith als Nachfolger des Klasse-II-Senators William Cocke, der seit 1799 Senator gewesen war und dessen Amtszeit erst am 3. März 1805 endete, ein Jahr früher als notwendig.

### Vermont
Der Föderalist Nathaniel Chipman, Senator für Vermont seit 1797, scheiterte beim Versuch, sich wiederwählen zu lassen. Die Wahl im Oktober 1802 konnte der Republikaner Israel Smith für sich entscheiden, der 102 Stimmen im Repräsentantenhaus und neun im Council erhielt, 75 Stimmen im Haus und vier im Council gingen an den Föderalisten Abel Spencer. Sechs Stimmen im Repräsentantenhaus gingen an andere Kandidaten.

### Virginia
Der Republikaner Stevens Thomson Mason, Senator für Virginia seit 1794, wurde im Dezember 1802 mit großer Mehrheit wiedergewählt. Er erhielt 158 Stimmen, der Föderalist James Breckinridge sechs, weitere Kandidaten fünf Stimmen. Da er am 10. Mai 1803 starb, wurde der frühere Senator John Taylor am 4. Juni zu seinem Nachfolger ernannt. Er kandidierte nicht, als sein Nachfolger wurde am 7. Dezember 1803 der Republikaner Abraham B. Venable ohne Gegenstimmen vom Parlament gewählt.